# Престон
Пре́стон (англ. Preston; английское произношение: о файле/ˈprɛstən/) — территория на северном берегу реки Риббл в графстве Ланкашир (Великобритания), которая сама по себе не имеет юридического статуса города, но рассматривается как город, так как на этой территории расположен   Сити-оф-Престон, административный центр графства Ланкашир.
Преобразован в район из города-графства Престон в ходе административной реформы 1974 года. Получил статус сити в результате конкурса в 2002 году.
Занимает территорию 142 км² и граничит на востоке с районом Риббл Валли, на юге с районом Южный Риббл, на западе с районом Файлд, на северо-западе с районом Уайр. 
На территории города проживают 147 800 человек.

## История

Церковь Святой Вальбурги

Впервые Престон упоминается как Престьюн  (англ. Prestune) в 1086 году в «Книге страшного суда».  В ранних документах встречаются и другие варианты написания: Престонам (Prestonam, 1094), Престоун (Prestone, 1160), Престона (Prestona, 1160), Престетон (Presteton, 1180) и Престан (Prestun, 1226). Название города произошло от древнеанглийского presta («священник») и tun («город» или «местность»).  
Здесь произошла Битва при Престоне (1648) во время Британской войны трех королевств.
В XIII веке был богатейшим населённым пунктом графства Ланкашир. 

## Управление
Престон управляется городским советом, состоящим из 57 депутатов, избранных в 22 округах. В результате последних выборов 24 места в совете занимают лейбористы.

## Промышленность
В Престоне находятся главные производственные мощности британской военной аэрокосмической корпорации BAE Systems, неподалёку расположено представительство специализирующейся на атомной энергетике фирмы Westinghouse Electric Company. 
В городе расположена одна из фабрик компании Zebra Technologies.

## Города-побратимы
- Алмело, Нидерланды
- Калиш, Польша
- Ним, Франция
- Реклингхаузен, Германия
- Орехово-Зуево, Россия